# Патріс Картерон
Патріс Картерон (фр. Patrice Carteron, нар. 30 липня 1970, Сен-Бріє) — французький футболіст, що грав на позиції захисника. По завершенні ігрової кар'єри — тренер. З 2024 року очолює тренерський штаб команди «Сепахан». Виступав, зокрема, за клуб «Ліон», у якому став володарем Кубка Інтертото. Як тренер — чемпіон Єгипту, володар Суперкубка Єгипту, дворазовий володар Суперкубка КАФ.

## Ігрова кар'єра
У професійному футболі Патріс Картерон дебютував 1990 року виступами за команду «Стад Бріошен», в якій грав до 1992 року. У 1992—1994 роках Картерон грав у складі клубу «Лаваль», а в 1994—1997 роках у складі клубу «Ренн». У 1997 році футболіст перейшов до клубу «Ліон», у складі якого в 1997 році виборов титул володаря Кубка Інтертото. У 2000 році Картерон перейшов до складу клубу «Сент-Етьєн», проте наступного року клуб віддав гравця в оренду до англійського клубу «Сандерленд». Після повернення з оренди Картерон до 2005 року грав у клубі «Сент-Етьєн». Завершив ігрову кар'єру футболіст у команді «Канн», за яку виступав протягом 2005—2007 років.
У 2007 році, відразу після закінчення кар'єри футболіста, Патріс Картерон очолив тренерський штаб свого останнього як гравця клубу «Канн», де пропрацював з 2007 по 2009 рік. У 2009—2012 роках колишній футболіст був головним тренером клубу «Діжон».
У 2012 році Патріс Картерон став головним тренером команди Малі. Під керівництвом французького тренера збірна Малі зайняла третє місце на Кубку африканських націй 2013 року, після чого залишив збірну.
У 2013 році Картерон очолив клуб з ДР Конго «ТП Мазембе», з яким двічі виграв чемпіонат країни та ще раз Лігу чемпіонів КАФ. На початку 2016 року французький спеціаліст залишив конголезький клуб, та невдовзі очолив єгипетський клуб «Ваді Дегла». На початку 2017 року тренер очолив саудівський клуб «Ан-Наср» (Ер-Ріяд), та ще в цьому році перейшов на роботу до американського клубу «Фінікс Райзінг», у якому працював до 2018 року.
У середині 2018 року Патріс Картерон очолив єгипетський клуб «Аль-Аглі», який залишив у кінці року. На початку 2019 року французький тренер очолив марокканський клуб «Раджа» (Касабланка), з яким у цьому році виграв Суперкубок КАФ. Згодом протягом 2019—2020 років Картерон очолював тренерський штаб єгипетського клубу «Замалек», з яким став володарем Суперкубка Єгипту та ще раз Суперкубка КАФ.
У 2020—2021 роках французький тренер очолював саудівський клуб «Ат-Таавун». У 2021 році Картерон знову став головним тренером клубу «Замалек», у якому працював до 2022 року, з яким виграв чемпіонат Єгипту. У 2022—2023 роках тренер очолював саудівський клуб «Аль-Іттіфак».
У 2023 році Патріс Картерон очолив катарський клуб «Умм-Салаль», з яким у сезоні 2023—2024 років виграв Кубок зірок Катару. З 2024 року французький спеціаліст очолює тренерський штаб команди «Сепахан», з яким в цьому ж році виграв Суперкубок Ірану.

## Титули і досягнення

### Як гравця
- Володар Кубка Інтертото (1):

«Ліон»: 1997

### Як тренера
- Чемпіон ДР Конго (1):

«ТП Мазембе»: 2013, 2014
- Чемпіон Єгипту (1):

«Замалек»: 2020—2021
- Володар Суперкубка Єгипту (1):

«Замалек»: 2019
- Переможець Ліги чемпіонів КАФ (1):

«ТП Мазембе»: 2015
- Володар Суперкубка КАФ (2):

«Раджа» (Касабланка): 2019
«Замалек»: 2020
- Володар Суперкубка Ірану (1):

«Сепахан»: 2024
- Володар Кубка зірок Катару (1):

«Умм-Салаль»: 2023–2024